# El adivinador
El adivinador es una escultura urbana, obra del artista Juan Ripollés, que está situada en el paseo del Puerto de Alicante (España), entre la plaza de la Puerta del Mar y la plaza del Puerto. Está realizada en bronce, tiene un peso aproximado de cuatro toneladas y mide 3,5 m de ancho y casi 8 m de alto. La escultura representa una figura humana abstracta, con varias caras, que tiene sobre su cabeza un ovoide del que sobresalen números. Fue cedida a la ciudad por la extinta Caja de Ahorros del Mediterráneo en julio de 2010, siendo alcaldesa de la ciudad Sonia Castedo.
Un temporal de viento y lluvia derribó la parte superior de la escultura en marzo de 2022. El ayuntamiento de Alicante se puso en contacto con el artista para estudiar la rehabilitación de la obra.